# Crassula hedbergii
Crassula hedbergii là một loài thực vật có hoa trong họ Crassulaceae. Loài này được Wickens & M.Bywater miêu tả khoa học đầu tiên năm 1980.